# Мохамед Собхі (футболіст, 1999)
Мохамед Собхі (араб. محمد صبحي, нар. 15 липня 1999) — єгипетський футболіст, воротар клубу «Фарко» і національної збірної Єгипту.

## Клубна кар'єра
Народився 15 липня 1999 року. Вихованець футбольної школи клубу «Петроджет». Дорослу футбольну кар'єру розпочав 2018 року в основній команді того ж клубу, в якій провів один сезон, взявши участь у 7 матчах чемпіонату.
2019 року молодий голкіпер перейшов до «Замалека», де став резервним воротарем.
Сезон 2020/21 провів в оренді в «Аль-Іттіхаді» (Александрія), у складі якого був основним воротарем. У вересні 2021 року, також як орендований гравець, приєднався до лав клубу «Фарко».

## Виступи за збірні
2019 року захищав кольори олімпійської збірної Єгипту. У складі цієї команди провів 5 матчів і був учасником футбольного турніру на Олімпійських іграх 2020 року в Токіо.
Не маючи в активі офіційних матчів за національну збірну Єгипту, був включений до її заявки на Кубок африканських націй 2021 року, що проходив на початку 2022 року в Камеруні і де египтяни здобули «срібло». По ходу турніру дебютував за головну команду країни, вийшовши на заміну у додатковий час чвертьфінальної гри проти Марокко.

## Статистика виступів

### Статистика клубних виступів
Станом на 28 грудня 2021
| Сезон             | Команда                     | Чемпіонат         | Чемпіонат | Чемпіонат | Національний кубок | Національний кубок | Національний кубок | Континентальні кубки | Континентальні кубки | Континентальні кубки | Інші змагання | Інші змагання | Інші змагання | Усього | Усього | Усього |
| Сезон             | Команда                     | Ліга              | Ігор      | Голів     | Ліга               | Ігор               | Голів              | Ліга                 | Ігор                 | Голів                | Ліга          | Ігор          | Голів         | Ігор   | Голів  |        |
| ----------------- | --------------------------- | ----------------- | --------- | --------- | ------------------ | ------------------ | ------------------ | -------------------- | -------------------- | -------------------- | ------------- | ------------- | ------------- | ------ | ------ | ------ |
| 2017–18           | «Петроджет»                 | ПЛ                | 1         | 0         | КЄ                 | 0                  | 0                  |                      | -                    | -                    |               | -             | -             | 1      | 0      |        |
| 2018–19           | «Петроджет»                 | ПЛ                | 6         | 0         | КЄ                 | 1                  | 0                  |                      | -                    | -                    |               | -             | -             | 7      | 0      |        |
| 2019–20           | «Замалек»                   | ПЛ                | 1         | 0         | КЄ                 | 0                  | 0                  | ЛЧ                   | 1                    | 0                    |               | -             | -             | 2      | 0      |        |
| 2020–21           | «Аль-Іттіхад» (Александрія) | ПЛ                | 33        | 0         | КЄ                 | 1                  | 0                  |                      | -                    | -                    |               | -             | -             | 34     | 0      |        |
| 2021–22           | «Фарко»                     | ПЛ                | 8         | 0         | КЄ                 | 0                  | 0                  |                      | -                    | -                    |               | -             | -             | 8      | 0      |        |
| Усього за кар'єру | Усього за кар'єру           | Усього за кар'єру | 49        | 0         |                    | 2                  | 0                  |                      | 1                    | 0                    |               | -             | -             | 52     | 0      |        |

## Титули і досягнення
- Чемпіон Африки (U-23): 2019
- Срібний призер Кубка африканських націй: 2021